# Saint-Aubin-Rivière

Saint-Aubin-Rivière este o comună în departamentul Somme, Franța. În 1 ianuarie 2022 avea o populație de 116 de locuitori.